# Crocozona coecias
Crocozona coecias is een vlindersoort uit de familie van de prachtvlinders (Riodinidae), onderfamilie Riodininae.
Crocozona coecias werd in 1866 beschreven door Hewitson.